# Sauce génoise
La sauce génoise (genovese en italien) est une sauce originaire de Campanie probablement introduite à Naples depuis la ville de Gênes, qui lui donne son nom, durant la Renaissance,. Elle se compose principalement de viande et de beaucoup d'oignons. Elle est cuite lentement pour adoucir et donner du goût aux oignons.
Elle est généralement utilisée pour assaisonner les pâtes, traditionnellement des maccheroni della zita (ziti cassés à la main) ou des mezzani,.
La sauce genovese est encore aujourd'hui inconnue au-delà de la Campanie et du Molise.
La sauce génoise ne doit pas être confondue avec le pesto de Gênes et de Ligurie, ni avec la sauce génoise, un condiment à base de vin rouge et de légumes pour le poisson, ni avec la sauce genevoise du Léman (Suisse), également servie avec du poisson.

## Histoire
En dépit de son nom, qui signifie « à la manière de Gênes », la sauce génoise est une des principales sauces pour pâtes de Naples et constitue une partie importante de son histoire culinaire, ayant été introduite dans la ville au XVe ou  XVIe siècle,.
Il existe de nombreuses hypothèses sur l'origine de cette sauce ; les moins plausibles sont celles qui veulent qu'elle provienne de Gênes,, apportée par des immigrants ou des marchands génois, à une époque où Gênes et Naples étaient deux des ports les plus importants d'Italie,, ou de cuisiniers génois anonymes qui ont travaillé dans le port de la ville napolitaine entre le XIVe et le XVe siècle, bien que le plat soit totalement inconnu à Gênes,. Cela pourrait également faire référence au nom de son inventeur, puisque Genovese est un nom de famille très répandu en Campanie.
L'une des hypothèses les plus fiables, même si elle est moins citée, veut que le nom de cette sauce soit dû à la présence dans la ville à l'époque où ses premières traces sont retrouvées, de mercenaires suisses, notamment du canton de Genève, dont la cuisine utilise largement les oignons. Le nom de la sauce pourrait donc être dérivé de la mauvaise prononciation des mots ginevra, ginevrino. 
Une autre hypothèse est qu'elle aurait été inventée par un chef très réputé surnommé o'Genoveses qui officiait dans la ville au XVe siècle.
Dans le Liber de coquina, l'un des premiers livres de recettes de l'Occident latin, écrit à Naples entre les XIIIe et XIVe siècles, apparaît un ragoût d'oignons avec du poulet « ou autre viande » et de fromage râpé, utilisé pour aromatiser les Tria Ianuensis, (c'est-à-dire les pâtes génoises), qui est aussi le titre de la recette. Cela en ferait l'une des plus anciennes sauces pour pâtes encore en usage dans la tradition italienne.
L'utilisation d'oignons dans la sauce peut refléter une influence française et rappelle le bœuf à la mode. Au milieu du XIXe siècle, le « saumon à la sauce hollandaise et à la sauce génoise » était servi au restaurant Le Grand Véfour du Palais-Royal à Paris comme plat de luxe.
En 1839, la genovese entre officiellement dans le répertoire de la cuisine napolitaine grâce à Ippolito Cavalcanti, duc de Buonvicino, qui en donne la recette dans son traité La cuisine théorique et pratique, sous le nom de raguetto alla genovese (« petit ragoût à la mode de Gênes »).

## Tradition
Lorsque les fins de mois sont difficiles, les Napolitains pratiquent la finta (« fausse ») genovese : un ragoût d'oignons confits caramélisé très appétissant, mais sans viande.
À Naples, la genovese est un plat dominical. Sa cuisson démarre le vendredi, elle mûrit le samedi et est dégustée le dimanche.

## Préparation
La sauce est préparée en faisant sauter du bœuf ou du veau avec des oignons, et en laissant cuire lentement pendant deux à dix heures,, afin de laisser se concentrer les saveurs et obtenir une robe ambrée. Les oignons sont généralement accompagnés de carottes et de céleri émincés dans ce qu'on appelle du soffritto,,,,.
La cuisson lente des oignons est particulièrement importante pour la saveur de la sauce, et est facilitée par des ajouts progressifs de vin blanc, de bouillon ou des deux,. La sauce et les pâtes qui l'accompagnent peuvent être servies avec la viande de la sauce ou séparément, garnies de tomates et coiffées de pecorino,. 
La sauce génoise est généralement servie avec de grandes pâtes cylindriques, les paccheri, mais aussi avec les rigatoni, les ziti ou les candele ; toutes préférées parce que leur forme peut contenir la sauce,.